# Ingeborg Nikitopoulos
Ingeborg Nikitopoulos (* 17. August 1941 in Berlin; † 11. September 2017 in Mannheim) war eine Politikerin und Mitbegründerin des Mannheimer Autonomen Frauenhauses.

## Leben
Ingeborg Nikitopoulos wurde am 17. August 1941 in Berlin-Wilmersdorf als erstes Kind von Magdalena Linnemann, geb. Mandel, und Josef Linnemann geboren. Nach dem Krieg zog die Familie nach Mannheim. Dort besuchte sie die Grundschule und anschließend das Mannheimer Liselotte-Gymnasium. 1956 wechselte sie auf das Schweizer Internat La Châteleine. Ihr Abitur legte sie an der Liebfrauenschule in Bensheim ab. Ab 1960 studierte sie an der Universität Heidelberg zunächst Kunstgeschichte, wechselte dann aber zu einem Studium der Politischen Wissenschaft, Völkerrecht und Wirtschafts- und Sozialgeschichte. Im Jahr 1970 promovierte sie mit einer Arbeit zum Thema „Selbstbestimmungsrecht der Völker am Beispiel Zypern“. 1969 heiratete sie den aus Griechenland stammenden Volkswirt Pantelis Nikitopoulos. 1971 kam der gemeinsame Sohn Jörg zur Welt. Im gleichen Jahr begann Ingeborg Nikitopoulos als freiberufliche Dozentin in der Erwachsenenbildung zu arbeiten. In diesem Bereich war sie bis zu ihrem Tod im September 2017 tätig.

## Wirken
1968 trat Nikitopoulos der FDP bei. Ausschlaggebend dafür waren für sie die Notstandsgesetzgebung und Ablehnung der großen Koalition.   1974 war sie bereits stellvertretende Vorsitzende des Kreisverbands der FDP. 1975 kandidierte sie für die FDP erfolgreich für den Mannheimer Gemeinderat und sorgte damit für deren Wiedereinzug in das Stadtparlament, nachdem die Partei dort drei Jahre nicht mehr vertreten war. Sie blieb bis 1994 Gemeinderatsmitglied. 1982 legte Nikitopoulos aus Protest gegen den Koalitionswechsel in Berlin ihre Ämter im Landesvorstand der baden-württembergischen FDP nieder. Nikitopoulos war eine im besten Sinne sozialliberale Politikerin, was sich auch in den Schwerpunkten ihrer Arbeit innerhalb der FDP und auf kommunaler Ebene zeigte: Jugendpolitik, Gleichstellungs- und Frauenpolitik, Kultur sowie Bildung und die Beteiligung ausländischer Einwohner. Sie war eine treibende Kraft im Mannheimer Gemeinderat für die Einrichtung der Stelle einer Frauenbeauftragten in Mannheim. Ebenso trat sie dort engagiert für die Einrichtung eines Hauses für geschlagene und misshandelte Frauen ein und gehörte dem Trägerverein Mannheimer Frauenhaus e.V an. an. Auch bei der Gründung von Pro Familia Mannheim wirkte sie mit. Von 1995 bis 2015 war sie Vorsitzende des Förderkreises Stadtbibliothek Mannheim e.V., zu dessen Ehrenvorsitzender sie 2016 ernannt wurde.
Anlässlich ihres 75. Geburtstages notierte der Mannheimer Morgen: „Ob in ihrer Partei oder im Gemeinderat: Bequem war sie nie. Aus Protest legte die Politologin ein Vorstandsamt nieder und stellte Wortmeldungs-Rekorde auf. Eines Tages verlieh ihr der damalige Oberbürgermeister Wilhelm Varnholt gar ein mechanisches Anzeigeerleichterungsgerät.“

## Ehrungen
1994 wurde Ingeborg Nikitopoulos mit der Mannheimer Bürgermedaille in Gold ausgezeichnet. 1999 erhielt sie für ihre Verdienste den Bloomaul-Orden.